# دبليو. كيث إدواردز
دبليو. كيث إدواردز (بالإنجليزية: W. Keith Edwards)‏ هو عالم حاسوب أمريكي، (ولد في فريدريكسبيورغ في الولايات المتحدة القرن 20  م).